# Redfieldia flexuosa
Redfieldia  es un género monotípico de plantas herbáceas,  perteneciente a la familia de las poáceas. Su única especie: Redfieldia flexuosa, es originaria del centro de Estados Unidos.

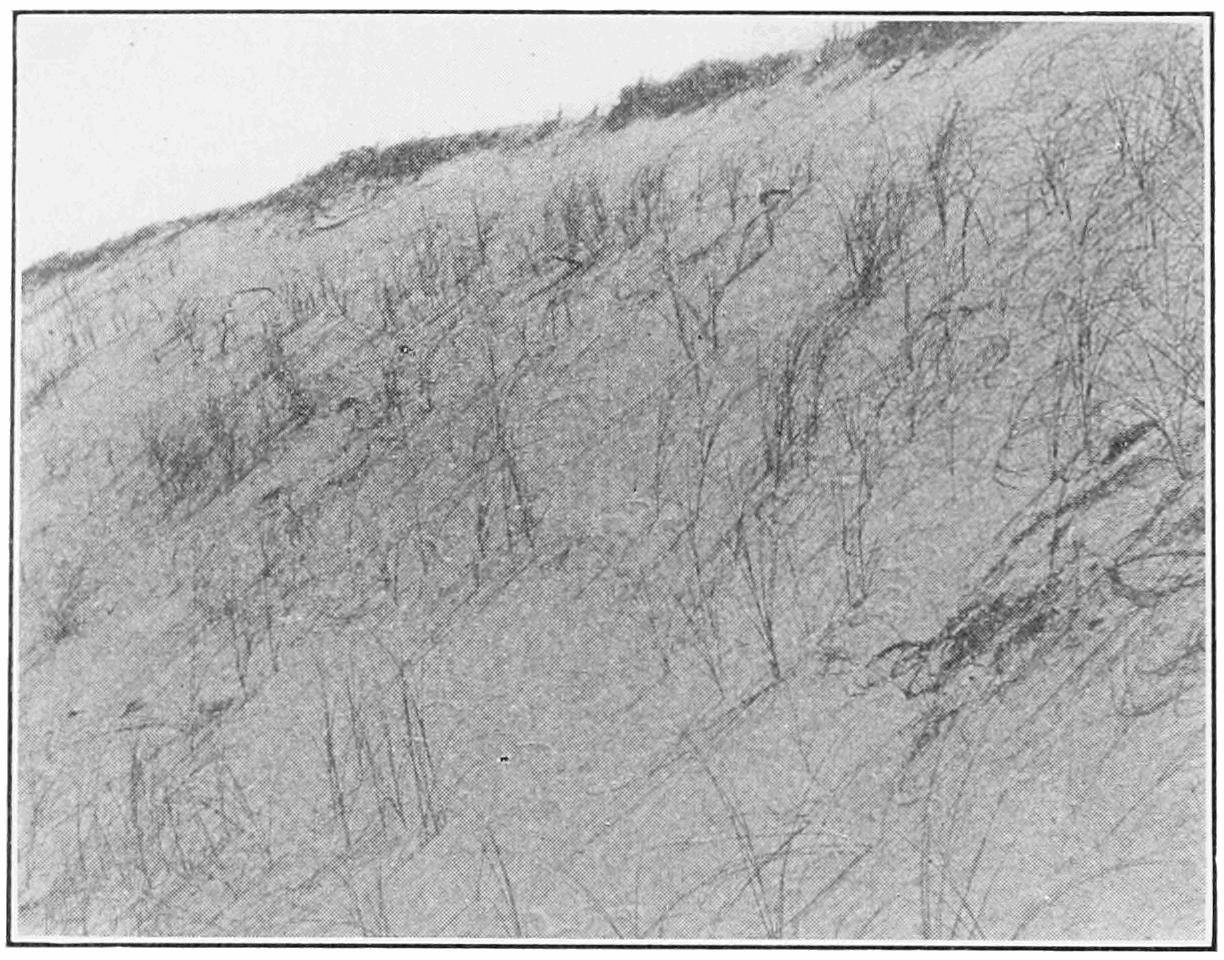
En su hábitat

## Taxonomía
Redfieldia flexuosa fue descrita por (Thurb. ex A.Gray) Vasey y publicado en Bulletin of the Torrey Botanical Club 14: 133. 1887.
Etimología
Redfieldia: nombre genérico que fue otorgado en honor de J.H.Redfield. 
flexuosa: epíteto latíno que significa "flexible"
Sinonimia
- Graphephorum flexuosum Thurb.
- Muhlenbergia ammophila P.M.Peterson
- Muhlenbergia multiflora Columbus[4][5]